# Kinner Airplane & Motor Corporation

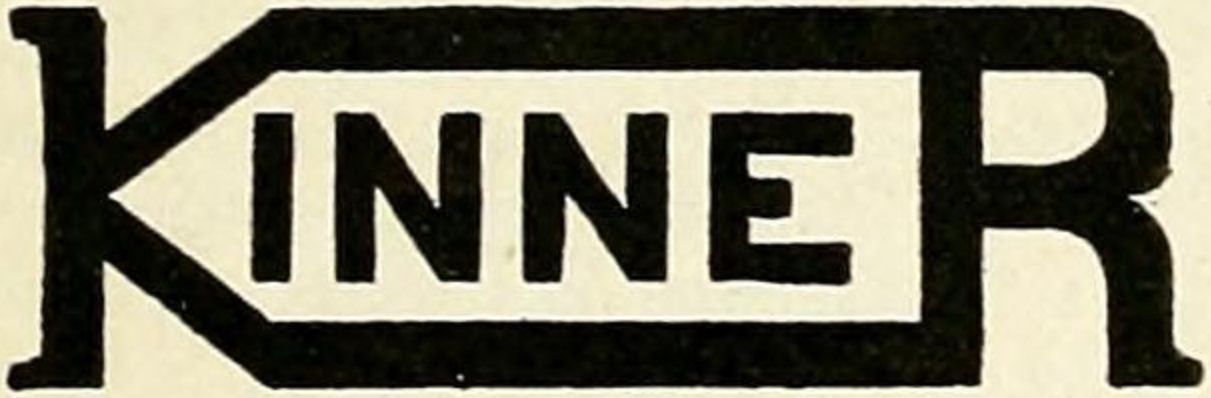
Logo de Kinner Airplane & Motor Corporation

Kinner Airplane & Motor Corp est un fabricant d'avions et de moteurs, fondée à Glendale, en Californie par Bert Kinner au milieu des années 1920. L'ingénieur en chef de Kinner était Max B. Harlow qui fonda ensuite l'Harlow Aircraft Corp. La compagnie fit faillite en 1937 et ses droits furent vendus à la O. W. Timm Aircraft Company. Le département moteur de la société fut renommés Kinner Motor Inc en 1938, mais fut définitivement dissous en 1946. Kinner était devenu en 1941 le plus grand producteur de moteurs d'avion de la Côte Ouest.

## Production

### Avions
- Kinner Airster K1, autour de 1920, propulsé par un moteur en étoile trois-cylindres de 66 ch. Connu pour être le premier avion qu'acheta Amelia Earhart. Plus tard, il fut surnommés "Crackerbox" pour son fuselage en contreplaqué.
- Kinner Sportster K-1 et B-1, 1933, avec un moteur en étoile cinq-cylindre de 100 ch (75 kW) à 125 chevaux (93 kW). Il est devenu plutôt populaire et s'est vendu à quelques dizaines d'exemplaires. Quelques-uns d'entre eux volent encore aujourd'hui. Les moteurs Kinner K-5 et B-5 furent également livrés à une grande variété d'autres constructeurs aéronautiques, y compris Monocoupe, Waco, St. Louis Car Company et Fleet.
- Kinner Sportwing B-2, 1933, vendu comme Timm 2SA après la faillite.
- Kinner Playboy R-1, 1933, biplace de sports monoplan.
- Kinner Envoy C-7, 1934, quadriplace équipés d'un moteur Kinner C-7 de 300 ch. Il fut vendu à des pilotes privés et à l'US Navy comme XRK-1 et est resté en service jusque dans les années 1940. Ce fut le dernier modèle de production de Kinners[3].

### Moteurs
Kinner B-5
125 ch (93 kW) moteur en étoile
Kinner K-5
100 ch (75 kW) moteur en étoile
Kinner R-5
160 ch (119 kW) moteur en étoile
Kinner C-7
340 ch (254 kW) moteur en étoile, désignation militaire R-1045-2.